# Авио-група генерала Витрука
Авио-група генерала Витрука (рус. Авиагруппа генерал-майора Витрука) било је оперативно ваздухопловно удружење Оружаних снага Совјетског Савеза за вријеме Другог свјетског рата, које је дјеловало у интересу Народноослободилачке војске Југославије (НОВЈ). Састојало се из 10. гардијске јуришне ваздухопловне дивизије, 236. ловачке ваздухопловне дивизије, 1975. противваздушног артиљеријског пука и 9. рејона ваздушне базе.
Удружење је створено у складу са наредбом Ставке Врховног главнокомандујућег и по наредби главнокомандујућег Војно-ваздушних снага Радничко-сељачке Црвене армије под командом гардијског генерал-мајора ваздухопловства Андреја Витрука. Од 15. новембра 1944. до 15. маја 1945. оперативно је била потчињена команданту Врховног штаба НОВЈ.
Ваздухопловна група је имала значајну улогу у успостављању ратног ваздухопловства НОВЈ и Југословенске армије (ЈА). Југословенским орденима одликовано је 177 авијатичара групе, а генерал-мајор Витрук је добио звање Народног хероја Југославије. Након извршене мисије, ваздухопловна група предала је југословенском ваздухопловству 197 авиона, сво наоружање, опрему, везе, гориво и мазива и муницију.